# 동두천신천초등학교
동두천신천초등학교는 대한민국 경기도 동두천시에 있는 공립 초등학교이다.

## 연혁
- 2003.03.01 동두천신천초등학교 설립인가
- 2003.09.01 개교(6학급60명),병설유치원 개원(1학급)
- 2003.11.26 개교식
- 2004.01.31 준공
- 2004.02.16 제1회 졸업식(5명)
- 2005.03.01 12학급 편성(371명)
- 2006.09.01 19학급 편성(723명)
- 2006.12.29 "학교 숲 조성사업" 경기도지사표창
- 2007.03.01 26학급 편성(930명)
- 2007.03.01 특수학급 신설(1학급)
- 2007.12.18 교육활동평가 유공학교 표창
- 2007.12.31 학교친절도평가 우수교 교육감표창
- 2008.03.01 30학급 편성(1,019명)
- 2008.12.12 "2009 열린학교홈페이지 한마당축제" 교육감 표창
- 2008.12.18 학교보건환경 조성 및 보건관리 교육감 표창
- 2008.12.26 예절체험학습장 운영 교육감 표창
- 2010.09.01 3대 조연원 교장 부임
- 2010.12.31 독서교육우수학교 교육감표창
- 2011.06.09 수업혁신 우수학교 운영
- 2011.09.27 학교스포츠클럽대회 1위
- 2011.12.07 제10회 전국녹색어머니회 운영 우수학교 교육과학기술부장관 표창
- 2011.12.13 교내자율장학/컨설팅장학 지원 우수학교 교육감 표창
- 2011.12.22 과학교육 우수학교 교육감 표창
- 2011.12.30 학교교육계획 우수학교 교육장 표창
- 2012.02.14 제9회 졸업식(187명, 누계 879명)
- 2012.03.01 31학급 편성(학생 939명)
- 2012.03.01 사교육절감형 창의경영학교 운영
- 2012.11.14 학교교육활동 학교참여 우수학부모회 교육감 표창
- 2012.12.15 배우중심 수업지원 우수학교 교육감 표창
- 2013.02.14 제10회 졸업식(171명, 누계 1,110명)
- 2013.03.01 30학급 편성(학생 867명)
- 2013.12.04 상황적혁신 프로그램 최우수교 선정(동두천양주교육지원청)
- 2013.12.05 학생건강관리를 통한 건강한 학생 육성 교육감 표창
- 2013.12.20 흡연음주예방교육을 통한 행복한 학교 만들기 교육감 표창
- 2014.01.20 학부모 참여 우수학교 교육감 표창
- 2014.02.13 제11회 졸업식(133명, 누계 1,243명)
- 2014.03.01 30학급 편성(학생 860명)
- 2014.03.01 혁신학교 지정 및 운영(~2018년)
- 2014.03.01 창의지성교과특성화학교 운영(체육)
- 2014.09.01 4대 이규현 교장 부임
- 2017.03.01 5대 이희숙 교장 취임
- 2021.03.01 6대 최봉애 교장 부임
- 2024.09.01 7대 김현희 교장 부임